# Peter Andrej
Peter Andrej, slovenski pevec, glasbenik in producent, * 13. avgust 1959, Maribor.
Znan je kot kantavtor in producent največjega slovenskega festivala kantavtorstva – KantFest.
S svojimi in uglasbenimi pesmimi Eluarda, F. G. Lorce, Brechta, Župančiča, Erike Vouk, Novaka, B. Namestnika, Štegerja in drugih, je v svojih nastopih kot kantavtor že večkrat obredel Lent, Cankarjev dom, Borštnikovo srečanje, KUD France Prešeren, Trst ter mnoge druge odre.
Trenutno največ nastopa s svojim varietéjem Rože za F, ki je po uspelih predstavah uvrščena v program festivala Lent 2008. V sodelovanju z Dragom Mlinarcem in glasbeniki: Ciril Sem - tolkala, Matjaž Krivec - kontrabas, Dejan Berden – piano, harmonika, Peter Jan – solo kitara pa pripravlja izid svoje rockerske plošče Libero s katero se spet vrača k svojim koreninam.
Ustvarja pa tudi za otroke. Kaj ima sonce najraje so uglasbene otroške pesmi Nika Grafenauerja in Borisa A. Novaka, ki jim dodal tudi priredbe že ponarodelih pesmic.  Za otroke je napisal tudi lutkovno igro Jezernik, povodni mož iz Črnega jezera, ki jo izvaja skupaj s pravljičarko Jasno Branko Staman.
Maestro Bojan Adamič je na zavihek Pohorskih poti, ki so leta 1994 izšle na kaseti, kasneje, leta 2003 pa še na istoimenski plošči, napisal: Zelo težko se bo poslušalec odločil, da bi s pritiskom na gumb zaustavil valovanje in izžarevanje te melanholično, mehko božajoče glasbe, katere edina napaka je ta, da se prekmalu konča.
Pesnik, prevajalec, Boris A. Novak pa: Peter Andrej je eden izmed najbolj dragocenih glasov v slovenskem prostoru. Je pesnik in v  isti sapi glasbenik, ti dve svoji umetnosti pa združuje v plemenito sintezo uglasbene poezije.
Jure Longyka, avtor glasbene oddaje Izštekani na radiu SLO, ga je na Valu 202 napovedal: Peter Andrej. Eden najboljših slovenskih kantavtorjev.